# I movimenti e le abitudini delle piante rampicanti
I movimenti e le abitudini delle piante rampicanti (On the Movements and Habits of Climbing Plants) è un'opera scientifica di Charles Darwin, pubblicata per la prima volta come articolo nel 1865 e successivamente ampliata e rilasciata in forma di libro nel 1875.  L'opera rappresenta un'importante tappa negli studi botanici di Darwin, analizzando in dettaglio i movimenti e le strategie evolutive delle piante rampicanti.
Il testo offre un'analisi dettagliata delle diverse tecniche di arrampicamento nelle piante, suddividendo il fenomeno in categorie basate sul tipo di struttura utilizzata (spirale, foglie, tendrilli, ganci, radici), diviso in quattro parti.
L'opera è un esempio del metodo scientifico di Darwin, basato sull'osservazione diretta e la sperimentazione. L'opera non solo chiarisce i meccanismi di arrampicata delle piante, ma sottolinea anche la bellezza e l'efficienza degli adattamenti evolutivi, consolidando ulteriormente la teoria darwiniana della selezione naturale.

## Storia editoriale

### Genesi
Darwin descrisse la genesi dell'opera nella sua Autobiografia, spiegando come l'ispirazione gli venne dalla lettura di un articolo del botanico Asa Gray, pubblicato nel 1858, sui movimenti dei viticci di una pianta della famiglia Cucurbitaceae. Gray inviò a Darwin alcuni semi, che lo spinsero a coltivare queste piante per studiarne i movimenti affascinanti e apparentemente complessi di viticci e fusti. Darwin non era soddisfatto delle spiegazioni tradizionali fornite dal suo ex insegnante John Stevens Henslow, che attribuiva i movimenti delle piante rampicanti a una presunta tendenza naturale a crescere a spirale. Darwin dimostrò l'erroneità di questa teoria e approfondì i meccanismi adattativi che queste piante hanno sviluppato, paragonandoli a quelli delle orchidee per la fecondazione incrociata.
Nella sua autobiografia Darwin scrive:

### Pubblicazione
La prima versione dell'opera fu pubblicata nel 1865 come articolo sul Journal of the Linnean Society, intitolato On the Movements and Habits of Climbing Plants. Questa edizione, composta da 118 pagine, fu distribuita sia come parte della rivista che come estratto commerciale. Tuttavia, il testo ricevette poca attenzione inizialmente.
Nel 1875, Darwin rivisitò e ampliò il lavoro, pubblicandolo in forma di libro con l'editore John Murray. Questa edizione, considerata la prima in formato libro, era significativamente più lunga e includeva nuove osservazioni e correzioni. Fu ben accolta dal pubblico e divenne una delle opere botaniche di Darwin più vendute.

## Struttura
Il testo offre un'analisi dettagliata delle diverse tecniche di arrampicamento nelle piante, suddividendo il fenomeno in categorie basate sul tipo di struttura utilizzata (spirale, foglie, tendrilli, ganci, radici), diviso in quattro parti.

### Parte I: Piante Rampicanti a Spirale
Questa sezione esplora il movimento di torsione assiale delle piante rampicanti che seguono un movimento a spirale per arrampicarsi. Si analizzano la natura del movimento rotatorio, lo scopo di tale movimento e come esso consenta l'ascesa della pianta. Viene fornita una tabella con i tassi di rotazione delle piante rampicanti e vengono esaminati i "ruotatori anomali", cioè piante che non seguono i modelli usuali di torsione. Vengono anche analizzate le variazioni nella potenza di twining tra diverse specie.

### Parte II: Piante Rampicanti con Foglie
Questa sezione si concentra su diverse piante rampicanti che utilizzano le foglie per arrampicarsi. Vengono trattate specie specifiche come:
- Clematis e Tropaeolum (tendenze di arrampicamento attraverso la crescita delle foglie),[2]
- Antirrhineae, Solanum e Fumariaceæ, che usano meccanismi diversi per il supporto. Altri esempi includono Cocculus, Gloriosa, Flagellaria e Nepenthes, ciascuna con modalità peculiari di arrampicamento. La sezione si conclude con un riassunto generale sui rampicanti fogliari.[2]

### Parte III: Piante Rampicanti con Tendrilli
In questa parte si esamina l'uso dei tendrilli, filamenti sottili che si attorcigliano su supporti per permettere alle piante di arrampicarsi. Vengono discussi i principali gruppi di piante che utilizzano i tendrilli:
- Bignoniaceæ, Polemoniaceæ e Leguminosæ,[2]
- Compositæ, Smilaceæ, Fumariaceæ e Cucurbitaceæ,[2]
- Vitaceæ, Sapindaceæ e Passifloraceæ. Particolare attenzione è dedicata alla contrazione spirale dei tendrilli, che è un comportamento meccanico fondamentale per l'arrampicamento. La sezione si conclude con un riassunto generale sulla natura e azione dei tendrilli.[2]

### Parte IV: Piante Rampicanti con Ganci e Radici
Questa parte esplora due altri meccanismi di arrampicamento: l'uso dei ganci e delle radici. Le piante rampicanti con ganci si ancorano a strutture tramite appendici simili a uncini, mentre quelle con radici si aggrappano direttamente ai supporti usando radici aeriformi. La sezione si conclude con osservazioni finali sull'evoluzione e le strategie delle piante rampicanti.

## Edizioni
- (EN) Charles Darwin, The movements and habits of climbing plants, London, John Murray, 1875.
- Giovanni Canestrini e P. A. Saccardo (a cura di), I movimenti e le abitudini delle piante rampicanti, Torino, Unione Tipografico Editrice, 1878.